# USS Competent (AFDM-6)
L' USS Competent (AFDM-6) (ancien YFD-62), est une cale sèche flottante auxiliaire moyenne  de classe AFDM-3 construite en 1943 et exploitée par l'US Navy,. Elle a été mise en service en juin 1944 et, en 1945 elle a été renommée AFDM-6. En 1979, elle reçut le nom de Competent. Elle a été mise hors service en 1997 et vendue

## Historique

### Base navale de Subic Bay
En 1968, le remorqueur USS Wandank (ATA-204) a effectué des missions d'étude des îles des Carolines de l'Ouest et a ensuite aidé à rechercher l'AFDM-6 qui s'était détaché de son remorqueur civil.

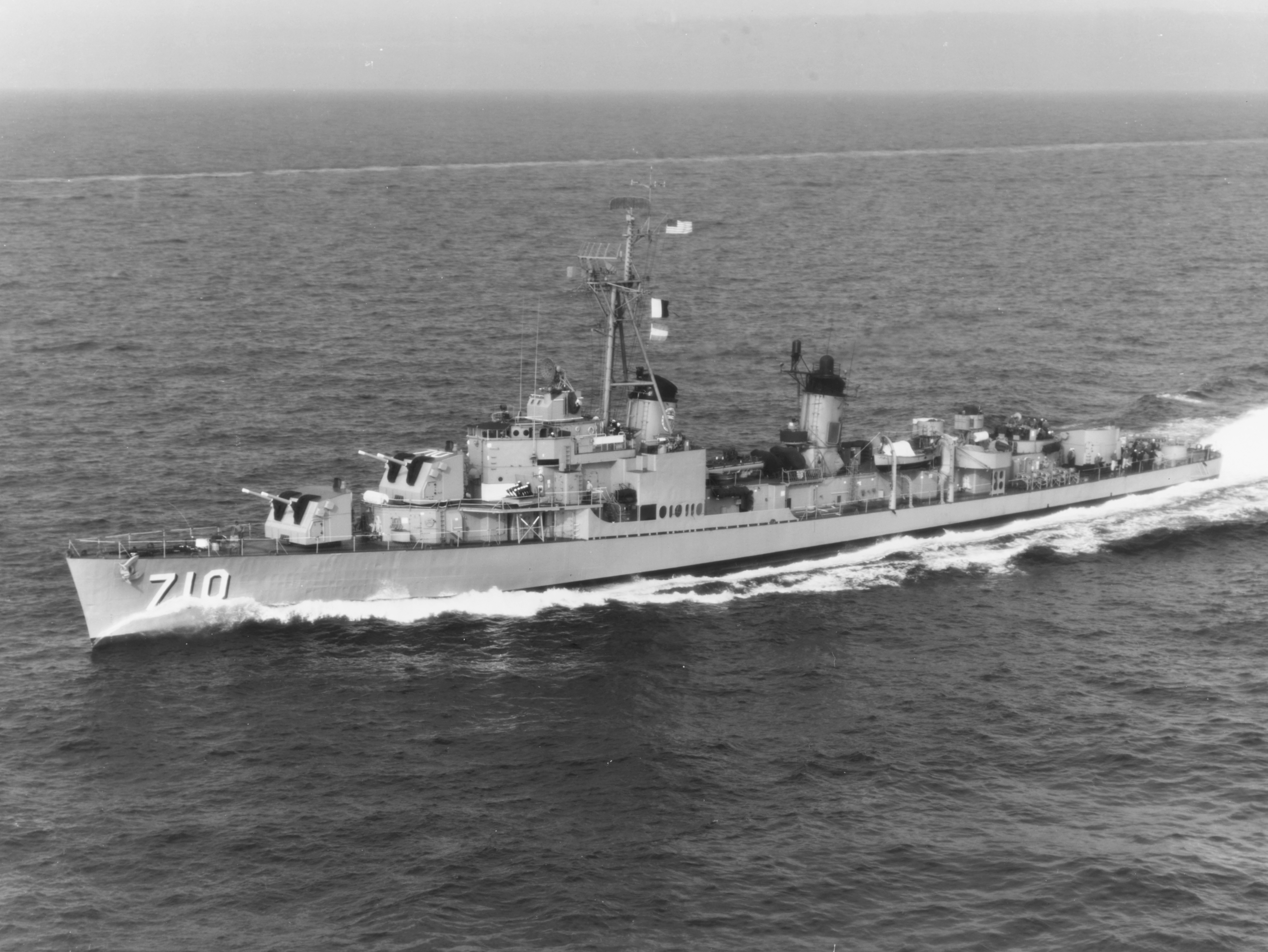
USS Carpenter

En 1971, l'équipage du destroyer USS Carpenter (DD-825) alors qu'il se dirigeait vers la baie de Subic a découvert plusieurs fuites dans la coque du navire. Se déplaçant immédiatement dans la cale sèche AFDM-6 à la base navale de Subic Bay, le placage rouillé a été réparé par des équipes de travail et le destroyer est retourné à Yankee Station (en) le 5 novembre 1971.
En 1972, l'USS Higbee (DDR-806) a été mis en cale sèche après avoir été le premier navire à être bombardé pendant la guerre du Vietnam.
Du 14 au 22 août 1975, la frégate USS Bronstein (FF-1037) est retourné à Subic Bay pour faire réparer un trou dans son puits.

### Base navale de Pearl Harbor
Le 16 février 1981, le sous-marin USS Barbel (SS-580) entre en cale sèche sur Competent à Pearl Harbor pour une période de deux semaines.

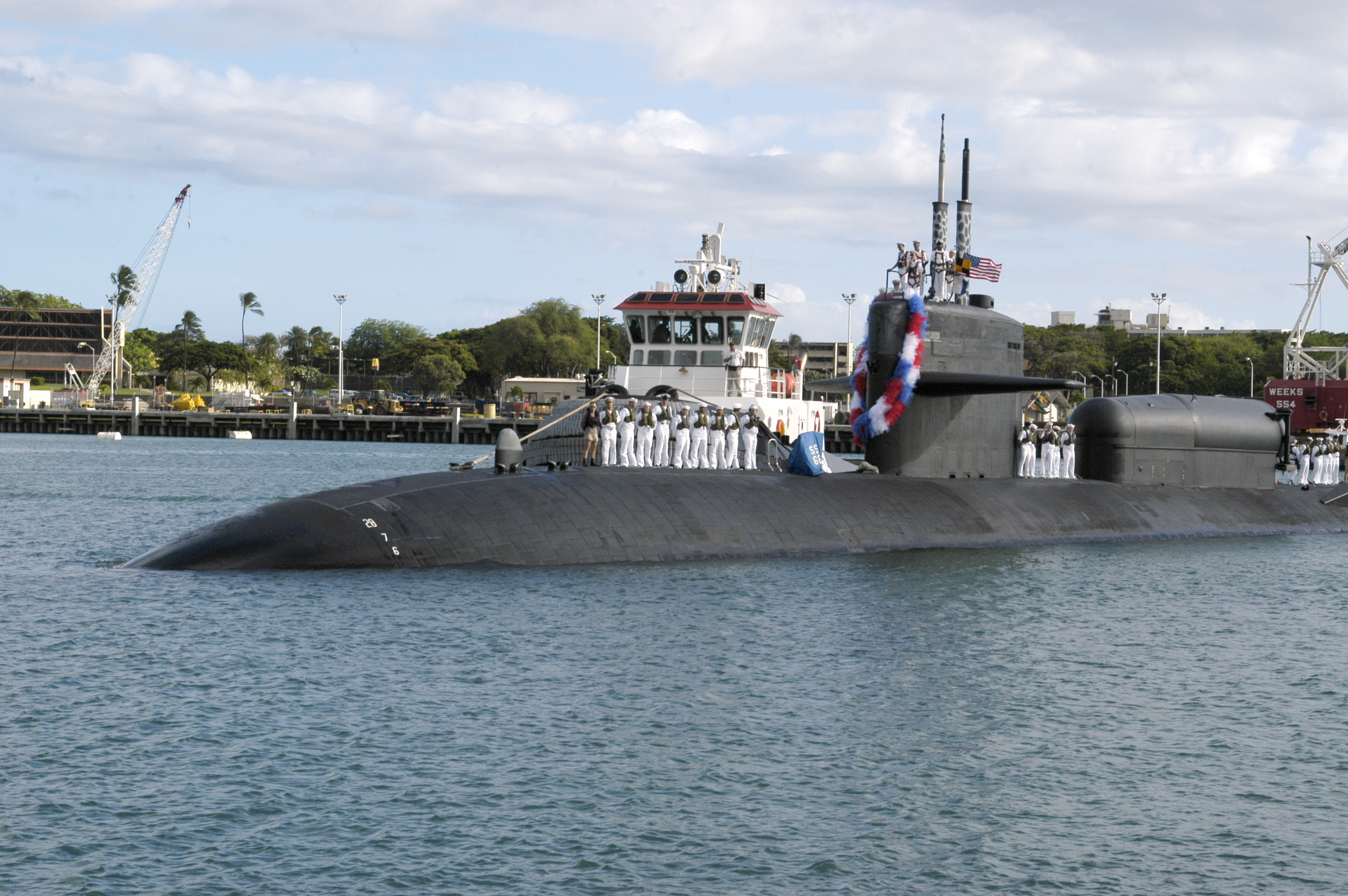
USS Los Angeles à Pearl Harbor

Le 16 janvier 1984, le sous-marin USS Aspro (SSN-648) est entré dans la cale sèche flottante pour une disponibilité restreinte. 
L'USS Los Angeles (SSN-688) a été mis en cale sèche du 9 mai au 1er juillet 1986. Le 1er mars 1988, il a de nouveau été mis en cale sèche pour une disponibilité restreinte jusqu'au 11 mai
Du 20 mai au 24 juin 1987, l'USS Bremerton (SSN-698) a été mis en cale sèche à l'intérieur de Competent. Il y est retourné en 1995

## Retrait de service
Elle a été désarmée en août 1997 et plus tard rayée du registre naval le 21 août La cale sèche a d'abord été donnée à une entreprise privée pour être utilisée à Kalaeloa. Plus tard elle a été vendue à PT Arpeni Pratama Ocean Line pour être exploité à Batam, en Indonésie.

## Décoration
- American Campaign Medal
- Asiatic-Pacific Campaign Medal
- World War II Victory Medal
- National Defense Service Medal
- Meritorious Unit Commendation
- 6 Navy E Ribbon

### Liens connexes
- Liste des navires auxiliaires de l'United States Navy
- Base navale de Pearl Harbor
- Base navale de Subic Bay